# SV Illingen
Der Sportverein Kerpen 09 Illingen e. V. ist ein deutscher Fußballverein mit Sitz in der saarländischen Gemeinde Illingen im Landkreis Neunkirchen.

## Geschichte

### Gründung bis Nachkriegszeit
Der Verein wurde im Jahr 1909 gegründet. Zur Saison 1954/55 stieg die erste Mannschaft in die zu dieser Zeit drittklassige Amateurliga Saarland auf. Mit 23:29 Punkten platzierte sich der Verein dort auf dem zehnten Platz. Am Ende der Folgesaison landete der SV mit 8:44 Punkten abgeschlagen auf dem letzten Platz, musste aber im Gegensatz zum davor platzierten SV Fraulautern jedoch nicht absteigen. Danach kam die Mannschaft nie aus dem ständigen Abstiegskampf heraus und musste schließlich nach der Spielzeit 1958/59 wieder in die Bezirksliga absteigen.

### Heutige Zeit
In der Saison 2003/04 spielte die Mannschaft in der Bezirksliga Saarland, stieg am Ende der Spielzeit mit 27 Punkten über den 15. Platz aber in die Kreisliga A Nordsaar ab. Aus dieser Spielklasse wurde dann zur Saison 2009/10 wiederum wieder die Bezirksliga Neunkirchen. Bedingt durch den zweiten Platz mit 66 Punkten am Ende der Spielzeit 2012/13 konnte sich der Verein für die Aufstiegsrunde zur Landesliga Nordost qualifizieren. Mit insgesamt vier Punkten nach drei Spielen, war der SV punktgleich mit den Sportfreunde Tholey, welche jedoch das bessere Torverhältnis vorweisen konnten und damit den Aufstieg wahrnehmen durften. Nach der Saison 2014/15 gelang schließlich mit 69 Punkten die Meisterschaft und damit der direkte Aufstieg in die Landesliga. Dort konnte sich die Mannschaft bis zum Ende der Spielzeit 2016/17 halten, wonach sie mit 24 Punkten als 14. eigentlich hätte wieder absteigen müssen, trotzdem durfte der Verein in der Liga verbleiben. Nach der Folgesaison ging es dann mit 11 Punkten über den 16. und damit letzten jedoch nun endgültig wieder nach unten. Seit der Spielzeit 2018/19 spielt der Verein somit wieder in der Bezirksliga.